# LHCf (détecteur)

Site du Large Hadron Collider (LHC),
ci-dessous les expériences du LHC :
ATLAS : détecteur de particules par plusieurs couches concentriques de calorimètres,
CMS : solénoïde compact à muons,
LHCb : mesures des asymétries entre matière et antimatière,
ALICE : détecteur d'interactions entre ions lourds,
TOTEM : « télescope » mesurant la section efficace entre deux protons à 14 TeV,
LHCf : étude des particules produites « vers l'avant », afin de simuler les effets des rayons cosmiques,
MoEDAL : recherche du monopôle magnétique,
FASER : expérience de recherche avancée,
ci-dessous les préaccélérateurs :
p et Pb : accélérateurs linéaires pour protons (linac2) et pour ions lourds (linac3),
PSB (non représenté) : Proton Synchrotron Booster,
PS : Proton Synchrotron,
SPS : Super Proton Synchrotron

Le LHCf (Large Hadron Collider forward) est une expérience particulière de physique des astroparticules (rayons cosmiques) sur le grand collisionneur de hadrons, et l'un des huit détecteurs de l'accélérateur du LHC au CERN. Les sept autres sont : ATLAS, ALICE, CMS, MoEDAL, TOTEM, LHCb et FASER. 
Le LHCf est conçu pour étudier les particules générées dans la région " vers l'avant " des collisions, celle presque directement en ligne avec les deux faisceaux de protons. 
Il se compose de deux détecteurs, situés à 140 m de part et d'autre du point d'interaction. En raison de cette grande distance permettant sa coexistence avec un détecteur plus conventionnel entourant le point d'interaction, il partage le point d'interaction IP1 avec l'expérience ATLAS beaucoup plus étendu. 

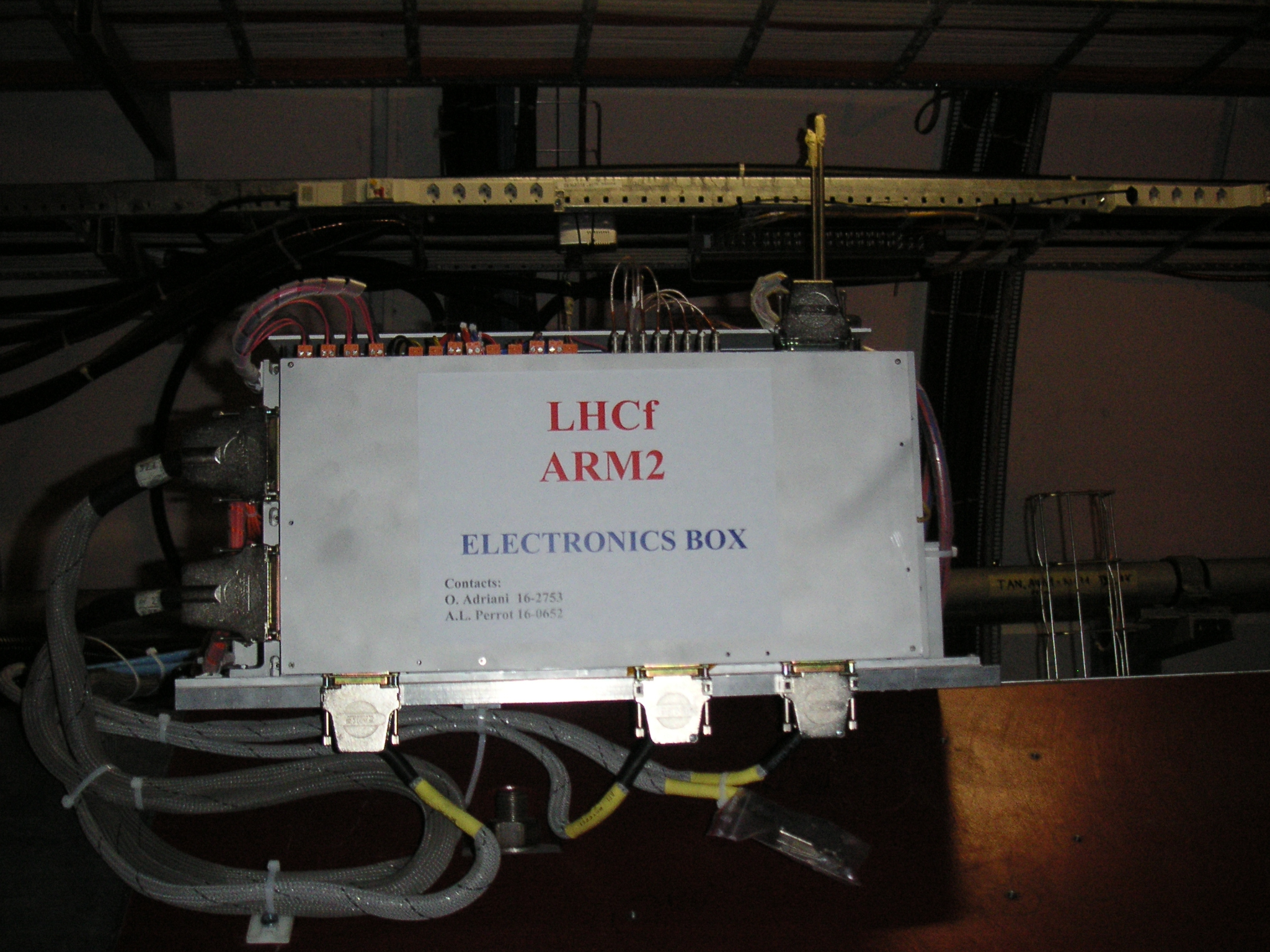
L'expérience LHCf, la plus petite des sept expériences sur le LHC

## Objectif
Le LHCf est destiné à mesurer l'énergie et le nombre de pions neutres (π0) produit par le collisionneur. Cela pourra sans doute aider à expliquer l'origine des rayons cosmiques à ultra-haute énergie. 
Les résultats compléteront d'autres mesures de rayons cosmiques à haute énergie 
- de l'Observatoire Pierre Auger en Argentine et
- du Telescope Array Project en Utah.